# Procès ivre
 (juin 2022).
La mise en forme du texte ne suit pas les recommandations de Wikipédia : il faut le « wikifier ».
Les points d'amélioration suivants sont les cas les plus fréquents. Le détail des points à revoir est peut-être précisé sur la page de discussion.
- Les titres sont pré-formatés par le logiciel. Ils ne sont ni en capitales, ni en gras.
- Le texte ne doit pas être écrit en capitales (les noms de famille non plus), ni en gras, ni en italique, ni en « petit »…
- Le gras n'est utilisé que pour surligner le titre de l'article dans l'introduction, une seule fois.
- L'italique est rarement utilisé : mots en langue étrangère, titres d'œuvres, noms de bateaux, etc.
- Les citations ne sont pas en italique mais en corps de texte normal. Elles sont entourées par des guillemets français : « et ».
- Les listes à puces sont à éviter, des paragraphes rédigés étant largement préférés. Les tableaux sont à réserver à la présentation de données structurées (résultats, etc.).
- Les appels de note de bas de page (petits chiffres en exposant, introduits par l'outil «  Source ») sont à placer entre la fin de phrase et le point final[comme ça].
- Les liens internes (vers d'autres articles de Wikipédia) sont à choisir avec parcimonie. Créez des liens vers des articles approfondissant le sujet. Les termes génériques sans rapport avec le sujet sont à éviter, ainsi que les répétitions de liens vers un même terme.
- Les liens externes sont à placer uniquement dans une section « Liens externes », à la fin de l'article. Ces liens sont à choisir avec parcimonie suivant les règles définies. Si un lien sert de source à l'article, son insertion dans le texte est à faire par les notes de bas de page.
- La présentation des références doit suivre les conventions bibliographiques. Il est recommandé d'utiliser les modèles {{Ouvrage}}, {{Chapitre}}, {{Article}}, {{Lien web}} et/ou {{Bibliographie}}. Le mode d'édition visuel peut mettre en forme automatiquement les références.
- Insérer une infobox (cadre d'informations à droite) n'est pas obligatoire pour parachever la mise en page.

Pour une aide détaillée, merci de consulter Aide:Wikification.
Si vous pensez que ces points ont été résolus, vous pouvez retirer ce bandeau et améliorer la mise en forme d'un autre article.
Procès ivre est une pièce de théâtre écrite par Bernard-Marie Koltès en 1971.

## Résumé
La pièce s'inspire du roman Crime et Châtiment de Fiodor Dostoïevski, dont Koltès reprend les thèmes et les éléments clés de l'intrigue. La pièce relate l'errance mentale de Rodion Romanovitch Raskolnikov, assassin d'une vieille usurière. Les scènes ne suivent pas l'ordre chronologique des événements, et se présentent comme une série de visions obsédant le personnage principal hanté par son crime.

## Personnages
Les personnages de la pièce sont présentés comme suit :
« Rodion Romanovitch Raskolnikov, assassin
Marméladov, alcoolique
Porphyre, officier de police
Svidrigailov, débauché
La Marméladova, seconde épouse de Marméladov
La Raskolnikova, mère de Rodion
Razoumihine, passant solitaire
Dounia, sœur de Rodion
Sonia, fille de Marméladov
Aliona, cadavre de vieille femme assassinée »

## Première création
La pièce est créée en 1971, dans une mise en scène de Bernard-Marie Koltès, à Strasbourg, avec le Théâtre du Quai.

## Autres mises en scène
- 2003, mise en scène d'Anita Picchiarini, au Théâtre de la Tempête, à la Cartoucherie de Vincennes[3].
- 2008, mise en scène d'Hélène François et Emilie Vandenameele, au Théâtre du Soleil, à la Cartoucherie de Vincennes[4],[5].